# Sybra notatipennis
Sybra notatipennis là một loài bọ cánh cứng trong họ Cerambycidae.